# Université métropolitaine Nelson-Mandela
L'université métropolitaine Nelson Mandela (en anglais : Nelson Mandela Metropolitan University, NMMU) est une université publique basée principalement à Port Elizabeth et, dans une moindre mesure, à George, en Afrique du Sud.

## Historique
L'Université est créée par la fusion de trois institutions plus anciennes (l'université de Port Elizabeth (en), le Port Elizabeth Technikon et de la Vista University (en)), puis baptisée en l'honneur de l'homme politique sud-africain Nelson Mandela. Près de 27 000 étudiants y sont scolarisés chaque année.

## Personnalités liées à l'université (étudiants ou professeurs)
- Nashwa Eassa, physicienne soudanaise spécialisée dans les nano-particules
- Cassie Kozyrkov, experte en science des données et statisticienne sud-africaine
- André Vos, joueur de rugby
- Pumla Dineo Gqola, universitaire et féministe sud-africaine